# Crítica da Razão Prática
Publicada em 1788, a "Crítica da Razão Prática", a segunda das três "Críticas" publicadas por Kant, dá continuidade à sua investigação crítica acerca dos princípios da moral, então iniciada em 1784, com a publicação da "Fundamentação da Metafísica dos Costumes". Nela Kant analisa as condições de possibilidade para uma moral com pretensão universalista e apresenta mais uma vez o imperativo categórico, forma da lei moral para uma vontade imperfeita. O imperativo categórico - agir de tal modo que a máxima da tua ação possa valer como lei universal - é tomado então como um fato da razão, a revelar como essência sua a liberdade da vontade, liberdade que é assim compreendida como autonomia.